# جورج باول (لاعب كرة الريشة)
جورج باول (بالفرنسية: Georges Paul) هو لاعب كرة الريشة موريشيوسي، ولد في 7 يناير 1996 في كوريبيب في موريشيوس.

## وصلات خارجية
- جورج باول على موقع BWF.tournamentsoftware.com (الإنجليزية)
- جورج باول على موقع BWFbadminton.com (الإنجليزية)
- جورج باول على موقع اللجنة الأولمبية الدولية (الإنجليزية)
- جورج باول على موقع أوليمبيديا (الإنجليزية)
- جورج باول على موقع اتحاد ألعاب الكومنولث (مؤرشف) (الإنجليزية)
- جورج باول على موقع دورة ألعاب الكومنولث 2014 (مؤرشف) (الإنجليزية)